# Socratesbeker
De Socratesbeker is een erkenning voor de schrijver van "het meest urgente, oorspronkelijke en prikkelende Nederlandstalige filosofieboek van het voorgaande jaar". De prijs wordt jaarlijks uitgereikt tijdens de Nacht van de Filosofie door de Stichting Maand van de Filosofie.
Uit de ingezonden filosofische boeken maakt de vakjury een longlist van 20 opgemaakt. Hieruit kiezen ze een shortlist en een winnaar. Tot op heden hebben Hans Achterhuis en Wouter Kusters de Socratesbeker tweemaal gewonnen; Achterhuis in 2009 en 2011 en Kusters in 2005 en 2015. Marjan Slob won in 2017 de beker als eerste vrouw.

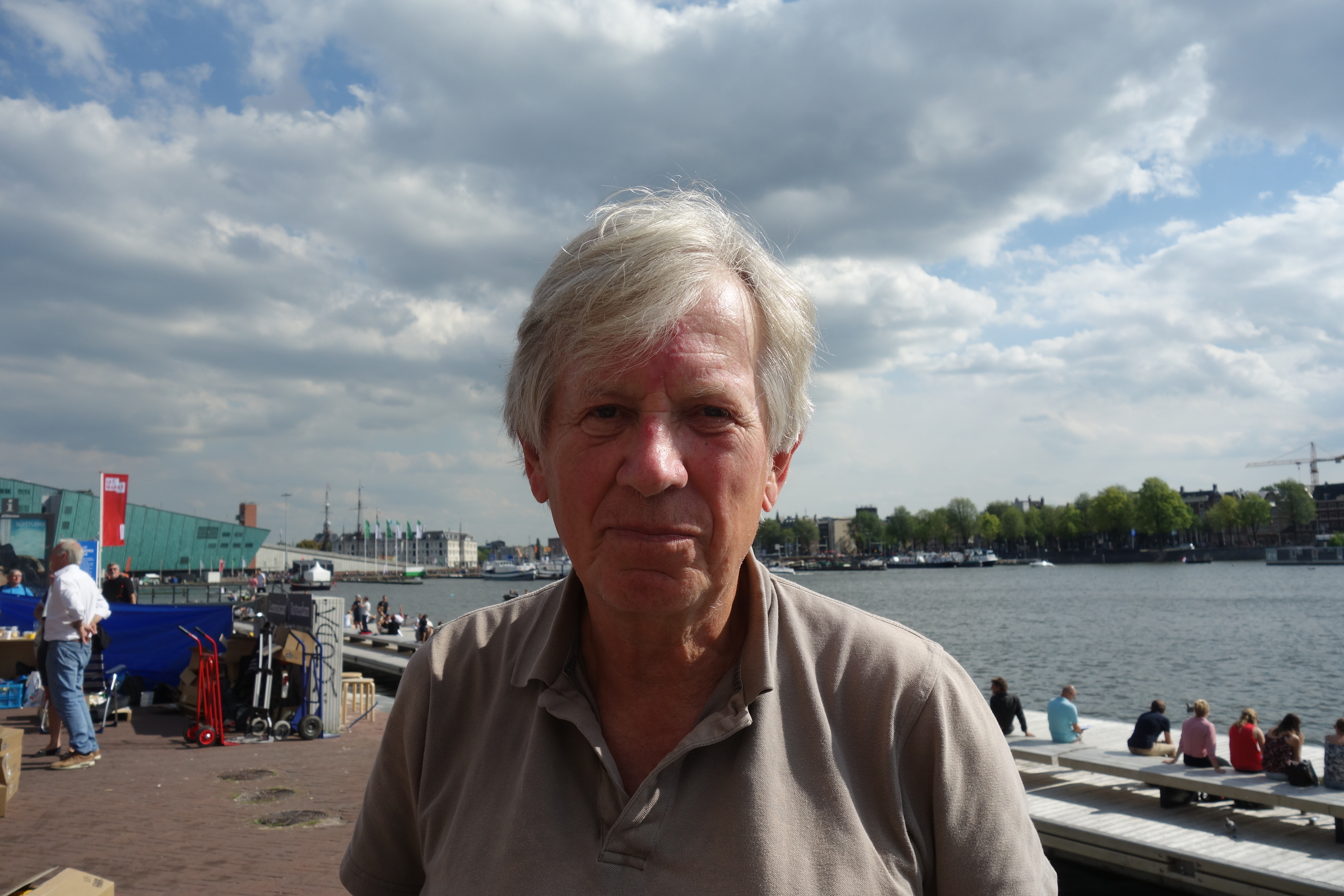
Hans Achterhuis (winnaar 2009 en 2011)

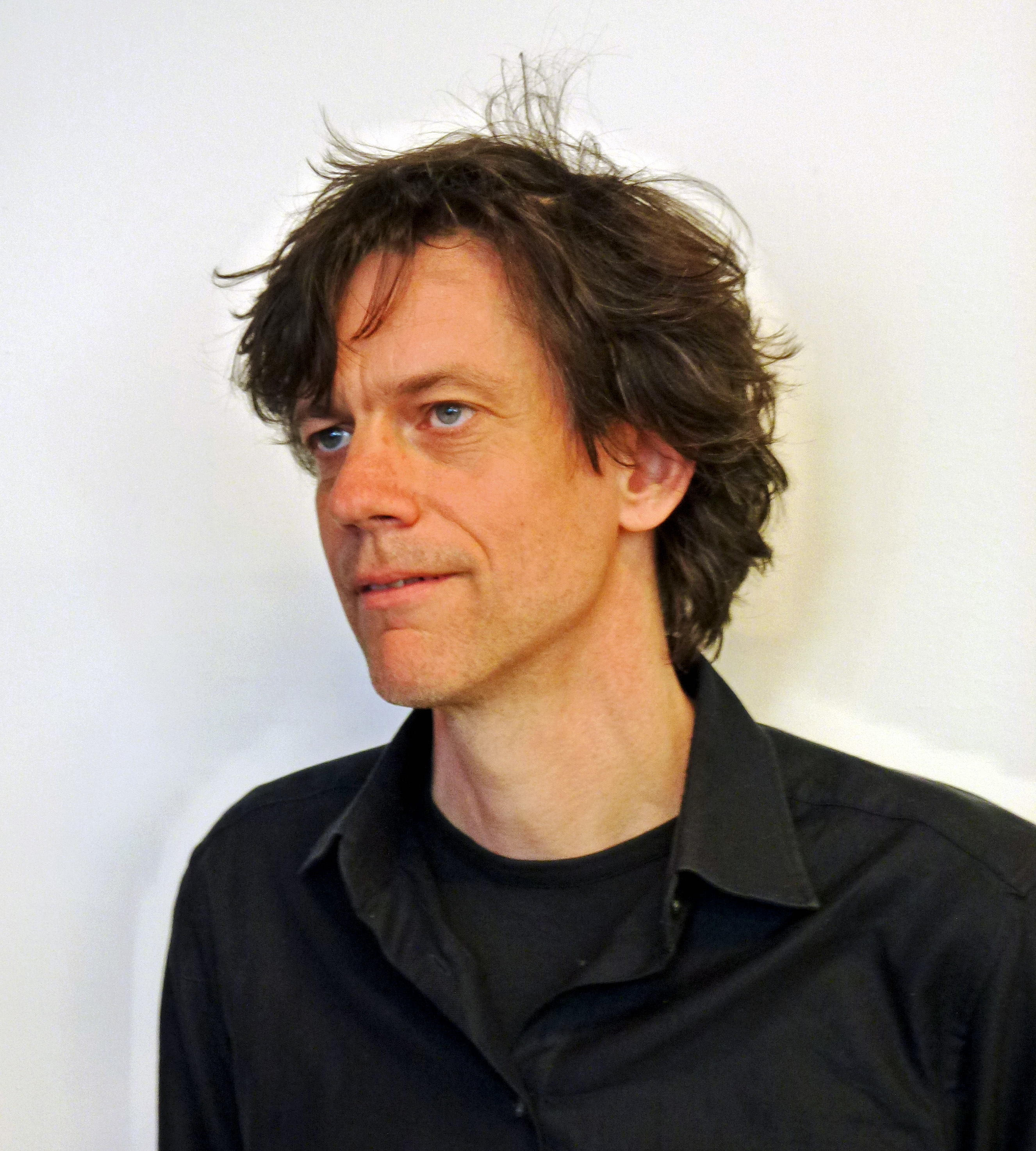
Wouter Kusters (winnaar 2005 en 2015)

| Jaar | Auteur(s)                                          | Boek                                                                                |
| ---- | -------------------------------------------------- | ----------------------------------------------------------------------------------- |
| 2002 | Michiel Leezenberg                                 | Islamitische filosofie. Een geschiedenis                                            |
| 2003 | Jos de Mul                                         | Cyberspace Odyssee                                                                  |
| 2004 | Dick Pels                                          | De geest van Pim. Het gedachtegoed van een politieke dandy                          |
| 2005 | Wouter Kusters                                     | Pure waanzin                                                                        |
| 2006 | Andreas Kinneging                                  | Geografie van goed en kwaad                                                         |
| 2007 | Chris Buskes                                       | Evolutionair denken. De invloed van Darwin op ons wereldbeeld                       |
| 2008 | Frank Ankersmit                                    | De sublieme historische ervaring                                                    |
| 2009 | Hans Achterhuis                                    | Met alle geweld                                                                     |
| 2010 | Luuk van Middelaar                                 | De passage naar Europa. Geschiedenis van een begin                                  |
| 2011 | Hans Achterhuis                                    | De utopie van de vrije markt                                                        |
| 2012 | Coen Simon                                         | En toen wisten we alles                                                             |
| 2013 | Paul van Tongeren                                  | Leven is een kunst                                                                  |
| 2014 | Jan Bransen                                        | Laat je niets wijsmaken. Over de macht van experts en de kracht van gezond verstand |
| 2015 | Wouter Kusters                                     | Filosofie van de waanzin                                                            |
| 2016 | René ten Bos                                       | Bureaucratie is een Inktvis                                                         |
| 2017 | Marjan Slob                                        | Hersenbeest                                                                         |
| 2018 | Kees Vuyk                                          | Oude en nieuwe ongelijkheid. Over het failliet van het verheffingsideaal            |
| 2019 | Ad Verbrugge, Govert Buijs en Jelle van Baardewijk | Het goede leven en de vrije markt                                                   |
| 2020 | Donald Loose                                       | Over vriendschap. De praktische filosofie van Kant                                  |
| 2021 | Miriam Rasch                                       | Frictie. Ethiek in tijden van dataïsme                                              |
| 2022 | Jurriën Hamer                                      | Waarom schurken pech hebben en helden geluk                                         |
| 2023 | Peter Venmans                                      | Gastvrijheid                                                                        |
| 2024 | Martha Claeys                                      | Trots                                                                               |
| 2025 | Tim Fransen                                        | In onze tijd                                                                        |